# Decasílabo
La palabra decasílabo (del griego δεκα, diez, + συλλαβή, sílaba) se utiliza para designar en poesía (métrica) a los versos que constan de diez sílabas métricas. 
Es un tipo de verso poco habitual en la poesía española, aunque tuvo cierto uso en la poesía romántica. Se compone sobre todo con acentos fijos en la tercera, sexta y novena sílaba. 
Así, lo encontramos en una de las rimas más conocidas de Bécquer, la VII, combinado con el hexasílabo:
Del salón en el ángulo oscuro,

de su dueña tal vez olvidada,

silenciosa y cubierta de polvo,

veíase el arpa.

Espronceda lo utiliza también en El estudiante de Salamanca, dentro de una escala métrica que pasa paulatinamente del verso más breve (bisílabo) al más amplio (dodecasílabo), recorriendo todos los que estaban en uso en su tiempo:
Y de pronto en horrendo estampido

desquiciarse la estancia sintió,

y al tremendo tartáreo rüido

cien espectros alzarse miró.

(El estudiante de Salamanca, vs. 1486-1489.)

Por la repetición de sus acentos, es común encontrar este verso en himnos. Así, por ejemplo, el "Himno a Miramón" de Francisco González Bocanegra en 1860, a propósito de una victoria del joven presidente:
Bello lauro la Patria coloca
en las sientes del joven caudillo,
que sus armas cubiertas de brillo
por doquiera triunfantes llevó.
De Colima en las altas montañas
y en los campos también de la Estancia,
de vil turba la necia arrogancia
con su espada en el polvo la hundió.

En el modernismo se usó esporádicamente aunque sin los acentos predichos, tal como se ejemplifica en el famoso poema "¿Qué es la poesía?" de Salvador Díaz Mirón, publicado en 1898:
¡La poesía! Pugna sagrada,
radioso arcángel de ardiente espada,
tres heroísmos en conjunción:
el heroísmo de pensamiento,
el heroísmo de sentimiento
y el heroísmo de la expresión.

## Decasílabo en la poesía francesa
El así llamado decasílabo de la poesía francesa corresponde al endecasílabo castellano y se utilizó en poesía épica hasta que fue sustituido en el siglo XVI por el alejandrino francés de 12 sílabas divididas en dos hemistiquios de seis sílabas, separadas por cesura. El verso decasílabo francés se dividía a menudo en dos partes de 4+6 sílabas, aunque divisiones de 6+4 o 5+5 tampoco eran extrañas.
En épocas más recientes, ha sido utilizado por Paul Valéry en su conocido poema "El cementerio marino".